# Мужская сборная ГДР по водному поло
Мужская сборная ГДР по водному поло — национальная ватерпольная команда, представлявшая ГДР на международной арене в период с 1954 по 1989 год (а на Олимпийских играх с 1968 по 1989 год). Управляющей организацией являлась Федерация плавания ГДР (нем. Deutscher Schwimmsport-Verband, DSSV; англ. German Swimming Association).
До 1954 и после 1989 года ватерполисты из восточной части страны выступали вместе со спортсменами из западной части страны в сборной Германии.

## Результаты выступлений

### Олимпийские игры
| Год        | Место          | И              | В              | Н              | П              | ГЗ             | ГП             | +/-            |
| ---------- | -------------- | -------------- | -------------- | -------------- | -------------- | -------------- | -------------- | -------------- |
| 1900—1964  | не участвовали | не участвовали | не участвовали | не участвовали | не участвовали | не участвовали | не участвовали | не участвовали |
| 1968       | 6              | 9              | 6              | 1              | 2              | 78             | 30             | +48            |
| 1972—н. в. | не участвовали | не участвовали | не участвовали | не участвовали | не участвовали | не участвовали | не участвовали | не участвовали |

### Чемпионаты Европы
| Год        | Место          | И              | В              | Н              | П              | ГЗ             | ГП             | +/-            |
| ---------- | -------------- | -------------- | -------------- | -------------- | -------------- | -------------- | -------------- | -------------- |
| 1926—1954  | не участвовали | не участвовали | не участвовали | не участвовали | не участвовали | не участвовали | не участвовали | не участвовали |
| 1958       | 5              | 6              | 3              | 0              | 3              | 22             | 23             | -1             |
| 1962       | 4              | 5              | 1              | 2              | 2              | 11             | 11             | =0             |
| 1966       | 2              | 7              | 5              | 1              | 1              | 29             | 15             | +14            |
| 1970—н. в. | не участвовали | не участвовали | не участвовали | не участвовали | не участвовали | не участвовали | не участвовали | не участвовали |